# Fiodor Seffer
Fiodor Seffer (în rusă Фёдор Афанасьевич Сеффер; n. 1872) a fost un  politician țarist, deputat în Duma de Stat al celei de-a I-a convocări din partea Basarabiei.

## Biografie
S-a născut în anul 1872 într-o familie țărănească. A absolvit școala rurală de doi ani. Mai târziu a studiat la Seminarul profesoral din Bairaci și Institutul profesoral din Feodosia, ulterior, a fost voluntar la Universitatea din Derpt. A lucrat ca asistent de voloste, grefier, profesor la Hotin, Chișinău și Bolgrad. În 1906 a fost ales în Duma de Stat a Imperiului Rus de prima convocare. În cadrul acesteia a fost membru al cadeților, ulterior, membru al grupului muncitoresc. După dizolvarea Dumei, a semnat Apelul din Vîborg la 10 iulie 1906, o proclamație pro-revoluție. Drept urmare a fost condamnat penal.
Astfel, la 29 iulie 1907, apartamentul lui Seffer a fost percheziționat. Au fost retrase rapoarte, broșuri, instrucțiuni de la țărani. Asistentul judecătoresc care a efectuat percheziția a subliniat fără îndoială că Seffer „a scris foarte rău” despre poliție. Seffer a fost supus interdicției să locuiască în apartamentul său, iar ulterior să vină acolo. Potrivit lui Seffer, motivul atacurilor ar fi fost refuzul său de a susține poliția în timpul revoluției din 1905.
Soarta ulterioară este necunoscută.